# Antonia Schnauber
Antonia Schnauber (* 1976) ist eine deutsche Schauspielerin, Sängerin, Tänzerin und Theaterpädagogin.
Sie studierte Germanistik in Münster und absolvierte anschließend an der Thames Valley University in London den Bachelor of Arts und an der Goldsmith College University of London den Master of Arts in Cultural Studies.
Von 2001 bis 2004 absolvierte sie eine Gesangsausbildung in London, wo sie auch 2004 ihr Schauspieldiplom erlangte.
Seit 2005 tritt sie gemeinsam mit dem Londoner Pianisten Marc Troop mit dem Musiktheaterstück „I'm a Stranger Here Myself“ auf, in dem Lieder von Kurt Weill und Friedrich Hollaender aus dem Berlin der 1920er und 1930er Jahre vorgestellt werden. 
Antonia Schnauber spielt sowohl in Kurzfilmen als auch Theaterstücken mit. Seit 2010 steht sie gemeinsam mit Jutta Seifert für Maria Stuart von Dacia Maraini auf der Bühne.
Schnauber spricht fließend Englisch und Französisch. Sie lebt in Düsseldorf und ist dort auch als Lehrerin und Kulturwissenschaftlerin tätig.